# نغوين هاي هوي
نغوين هاي هوي (بالفيتنامية: Nguyễn Hải Huy)‏ هو لاعب كرة قدم فيتنامي في مركز الوسط، ولد في 18 يونيو 1991 في محافظة كوانغ ننه في فيتنام. شارك مع منتخب فيتنام تحت 20 سنة لكرة القدم ومنتخب فيتنام تحت 23 سنة لكرة القدم. أما مع النوادي، فقد لعب مع نادي تان كوانغ نين.

## وصلات خارجية
- نغوين هاي هوي على موقع قاعدة بيانات كرة القدم.إي يو (الإنجليزية)
- نغوين هاي هوي على موقع ناشيونال فوتبول تيمز (الإنجليزية)
- نغوين هاي هوي على موقع Soccerway.com (الإنجليزية)